# Geohistoria
La geohistoria es una ciencia histórica fundada por el historiador francés Fernand Braudel, que se aboca al estudio de la dinámica entre una sociedad del pasado y la estructura geográfica que la sustenta. La geografía, como estructura que sostiene a las sociedades en diferentes momentos históricos, influye en las sociedades sin determinarlas; estas son capaces, según su tecnología y cultura, de abrir aún más el abanico de posibilidades que poseen, y aun de modificar la geografía en que habitan.
La geohistoria estudia particularmente los efectos de la globalización, de la economía-mundo (o sistema-mundo, concepto desarrollado en los años 1970 por Olivier Dollfus e Immanuel Wallerstein), sobre la creación de un espacio globalizado. El capitalismo se encuentra en el origen de la globalización de los espacios, que comunican entre sí y pasan a ser interdependientes, pero también de una localización más fuerte de los acontecimientos debido a la concentración de espacios (especialmente en las ciudades). Desde hace varios años,[¿cuándo?] ha experimentado una notable apertura que participa en la renovación de métodos, enfoques y prácticas.
La geohistoria está también enlazada con la teoría del giro espacial (spatial turn) de Edward Soja, según la cual la mirada de la historia está conectada a la geografía, al espacio. Si pensamos en la historia, cada hecho, cada elemento histórico o cada agente tiene una ubicación geográfica. La disciplina de la geohistoria amplía la visión lineal y cronológica histórica clásica hacia una visión histórica rizomática capaz de relacionar sus elementos con los elementos espaciales que en él han interactuado.